# Sen no Hatō, Tsukisome no Kōki
Sen no Hatō, Tsukisome no Kōki  (千の刃濤、桃花染の皇姫?) è una visual novel giapponese per adulti pubblicata per PC e Android nel 2016 dallo studio August. È stata ripubblicata nel 2017 da ARIA per PlayStation Vita e PlayStation 4 in un'edizione accessibile a una fascia d'età leggermente più ampia, dai 17 anni in su.

## Doppiaggio
- Eri Sendai – Akari Miyaguni
- Yui Toita – Kanami Tokita
- Natsumi Takamori – Kotone Shiinoha
- Saki Nakajima – Hotori Inō
- Mami Ozaki – Valentine Elsa
- Wataru Hatano – Sōjin Tokita